# Majotta
Majotta (fr. Mayotte, Département de Mayotte) – francuski departament i region zamorski położony w Kanale Mozambickim na Oceanie Indyjskim.
Powierzchnia departamentu wynosi 374 km², w tym głównej wyspy 363 km². W roku 2018 liczyła 256 518 mieszkańców. Językiem urzędowym jest francuski. Ponadto w użyciu jest dialekt języka suahili – maore (shimaore). Dominującą religią jest islam, który wyznaje 97% mieszkańców wyspy. Klimat zwrotnikowy morski.

## Historia
Wraz z całym archipelagiem została zajęta przez Francuzów w 1843. Jako jedyna wyspa Komorów, w referendum przeprowadzonym w 1974, opowiedziała się za pozostaniem w związku z Francją. W wyniku referendum z dnia 29 marca 2009 (95,2% głosów na tak), wyspa od 31 marca 2011 zmieniła status ze zbiorowości zamorskiej na departament zamorski Francji. 1 stycznia 2014 roku Majotta stała się regionem najbardziej oddalonym i jest częścią Unii Europejskiej.

## Geografia
Majotta jest wyspą pochodzenia wulkanicznego i cechuje się występowaniem wzniesień o wysokości 500–600 m n.p.m. Wybrzeże w większości skaliste, liczne wyspy przybrzeżne. Roślinność tropikalna, z gatunkami drzew zrzucającymi liście w porze suchej. Fauna należy do madagaskarskiej krainy etiopskiej.

## Religia
Struktura religijna kraju w 2020 roku według The ARDA:
- Islam: 98,84%
- Chrześcijaństwo: 0,52% (głównie katolicy, Świadkowie Jehowy i protestanci)
- Tradycyjne religie etniczne: 0,46%
- Brak religii: 0,18%.
- zobacz też: Świadkowie Jehowy na Majotcie